# (21258) Huckins
(21258) Huckins est un astéroïde de la ceinture principale.

## Description
(21258) Huckins est un astéroïde de la ceinture principale. Il fut découvert le 15 mars 1996 à Haleakala par le programme NEAT. Il présente une orbite caractérisée par un demi-grand axe de 3,16 UA, une excentricité de 0,16 et une inclinaison de 14,7° par rapport à l'écliptique.

## Compléments